# Arczil Dadiani
Arczil Dadiani (ur. w 1909 r. w Kutaisi, zm. w 1976 r.) – gruziński emigrant, agent Abwehry, dowódca 12 Szwadronu Kawalerii Oddziału Specjalnego "Bergmann" podczas II wojny światowej
Pochodził z książęcego rodu. W okresie międzywojennym mieszkał w Paryżu. Po ataku wojsk niemieckich na ZSRR 22 czerwca 1941 r., został zwerbowany przez agenta Abwehry Micheila Kedię. Skierowano go do Wiednia, gdzie wszedł w skład gruzińskiej grupy dywersyjno-wywiadowczej "Tamara II". W marcu 1942 r. przeszedł do innej grupy dywersyjno-wiadowczej, podporządkowanej Oddziałowi Specjalnemu "Bergmann", która stacjonowała na okupowanym Krymie. Wkrótce powrócił jednak do "Tamary II". Od poł. 1942 r. zajmował się werbunkiem i szkoleniem agentów w Symferopolu. Pod koniec 1942 r. objął dowodzenie 12 Szwadronem Kawalerii, złożonym z Gruzinów, w składzie Oddziału Specjalnego "Bergmann". Na pocz. listopada 1943 r. kierował atakiem kawaleryjskim szwadronu na wieś Urszyno, w wyniku którego została ona odzyskana. Dalsze jego losy od 1944 r. są nieznane.